# Trapezaspis loricatus
Trapezaspis loricatus är en insektsart som beskrevs av Ludwig Redtenbacher 1908. Trapezaspis loricatus ingår i släktet Trapezaspis och familjen Phasmatidae. Inga underarter finns listade i Catalogue of Life.